# Station Tychy
Station Tychy is een spoorwegstation in de Poolse plaats Tychy.